# مرده یا زنده ۲
مرده یا زنده ۲ (به ژاپنی: デッドオアアライブ2 Deddo Oa Araibu 2) به‌طور خلاصه شده دی‌اواِی ۲، یک بازی ویدئویی در سبک مبارزه‌ای از مجموعه بازی‌های مرده یا زنده است که توسط استودیو تیم نینجا توسعه یافته و به‌وسیلهٔ تکمو منتشر شده‌است. این بازی در اکتبر ۱۹۹۹ بر روی آرکید منتشر شد و سپس در سال ۲۰۰۰ برای کنسول‌های دریم‌کست و پلی‌استیشن ۲ به بازار عرضه شد. دو نسخه از بازی زنده یا مرده ۲ برای کنسول پلی‌استیشن ۲ وجود داشت، یکی با عنوان اصلی که در کشور ژاپن عرضه شد و دیگری نسخه‌ای ارتقاء داده شده با عنوان مرده یا زنده ۲ هاردکور بود.